# Čempres
Čempres  (cimpres, čipreš, čepriš, lat. Cupressus), biljni rod stabala iz porodice Cupressaceae. Najčešći su obični čempres (lat. Cupressus sempervirens) i arizonski čempres (lat. Cupressus arizonica). U narodu se imenom čempres nazivaju i biljke iz rodova Chamaecyparis, Thuja, Cupressocyparis, no znanstveno imaju druga imena.

## Obilježja
Čempres je stablo koje u visinu raste i do 25 metara. Kora stabla smeđocrvene je boje tamnijih nijansi, koja u starijih primjeraka postaje svijetlosiva i puca u plosnatim ljuskama. Krošnje stabla različitih su oblika, no uske su kod većine primjeraka. 
Razmnožava se sjemenom i raste neobično velikom brzinom. Ne podnosi jake hladnoće, voli vlažan zrak, i nije osjetljiv na vrstu tla.
U grčkoj mitologiji, čempres je povezan s Hadom, bogom podzemlja i mrtvih. 

## Vrste
1. Cupressus atlantica Gaussen
2. Cupressus austrotibetica Silba
3. Cupressus cashmeriana Royle ex Carrière
4. Cupressus chengiana S.Y.Hu
5. Cupressus corneyana Knight & Perry ex Carrière
6. Cupressus duclouxiana Hickel
7. Cupressus dupreziana A.Camus
8. Cupressus fallax Franco
9. Cupressus gigantea W.C.Cheng & L.K.Fu
10. Cupressus jiangensis N.Zhao
11. Cupressus pendula Thunb.
12. Cupressus sempervirens L.
13. Cupressus tonkinensis Silba
14. Cupressus torulosa D.Don ex Lamb.